# Інгуші
Інгуші́ (галгай, інг. гӀалгӀай, також самоназва — вайнах, спільно з чеченцями) — вайнахський народ на Північному Кавказі.

## Територія проживання і чисельність
Інгуші проживають в автономних республіках Інгушетія, Чечня та Північна Осетія, також у багатьох містах Російської Федерації, доволі значна діаспора інгушів є в Казахстані, також інгуські громади є в інших країнах, зокрема в Україні, Туреччині тощо.
Чисельність інгушів у Росії — 413 016 осіб (за даними перепису населення 2002 року).
У Казахстані за даними Державного комітету статистики на 1999 рік проживало 16,9 тис. інгушів.
В Україні, згідно з даними перепису населення 2001 року, проживало 455 осіб інгушів, з яких як рідну інгуську вказали 164 особи (36 %), тоді як українську — 33 особи (понад 7 %), решта — інші мови.
Отже, загальна чисельність інгушів у світі становить понад 430 тис. осіб.

## Мова й релігія
Розмовляють інгуською мовою, що разом з чеченською утворює вайнахську підгрупу нахсько-дагестанської групи мов північно-кавказької мовної родини. Писемність — на основі кирилиці.
За віросповіданням інгуші переважно мусульмани—суніти.

## Господарство й культура
У традиційному господарстві населення гірської Інгушетії провідну роль посідало альпійське скотарство (вівці, корови, коні, воли), поєднане із землеробством (ячмінь, овес, пшениця); у рівнинній Інгушетії популярність здобула кукурудза.

## Виноски
1. ↑  Перепис населення в Росії 2002 року [Архівовано 2013-07-30 у Wayback Machine.](рос.)
2. ↑  Дані Державного комітету статистики Казахстану[недоступне посилання](рос.)
3. ↑  Всеукраїнський перепис населення 2001 року / Національний склад населення, громадянство / Розподіл населення за національністю та рідною мовою (укр.)